# Tropical Combat Uniform

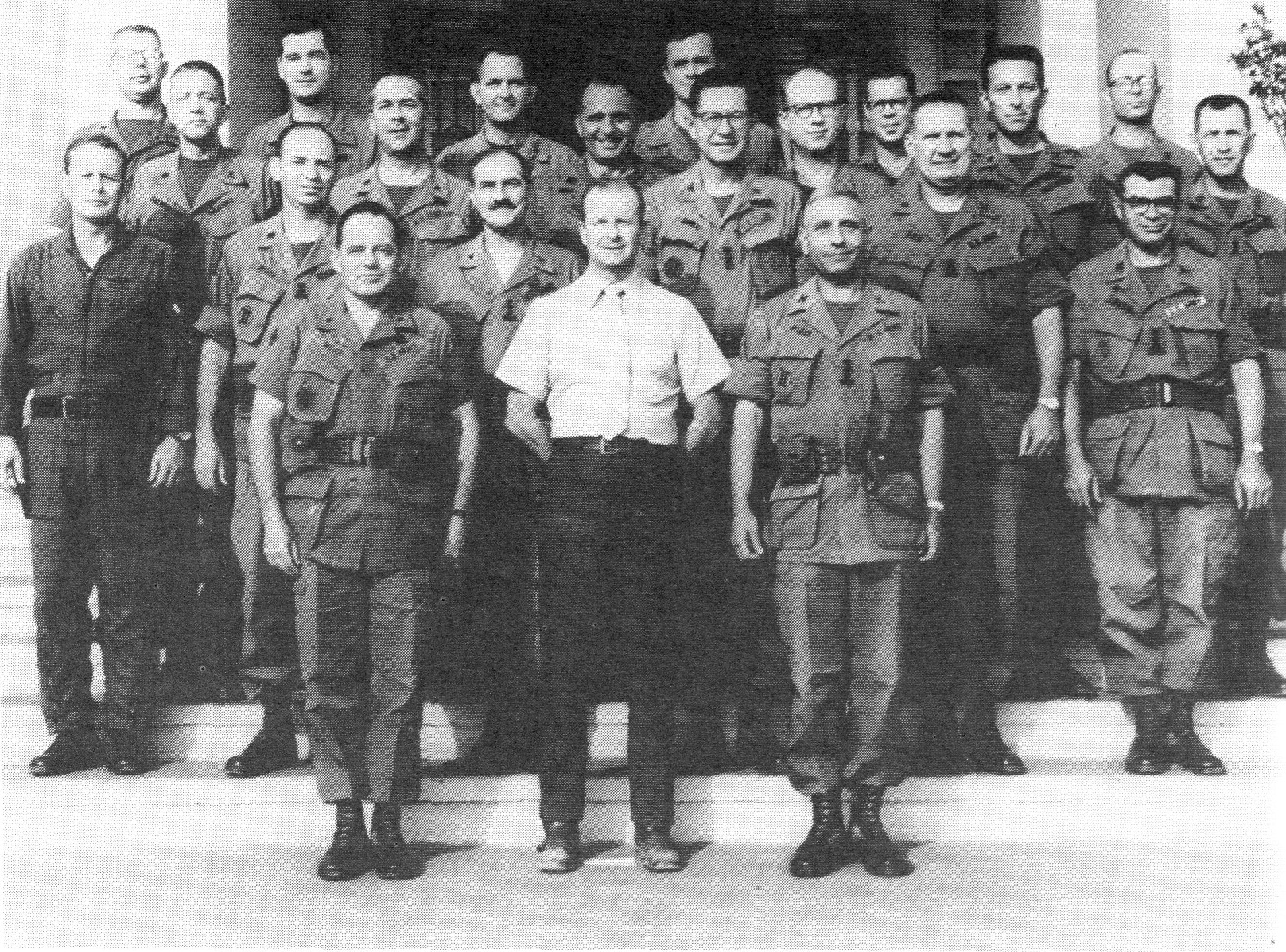
Żołnierze w mundurach TCU

Amerykański żołnierz w mundurze TCU (pierwszy wzór). Wietnam 1965.

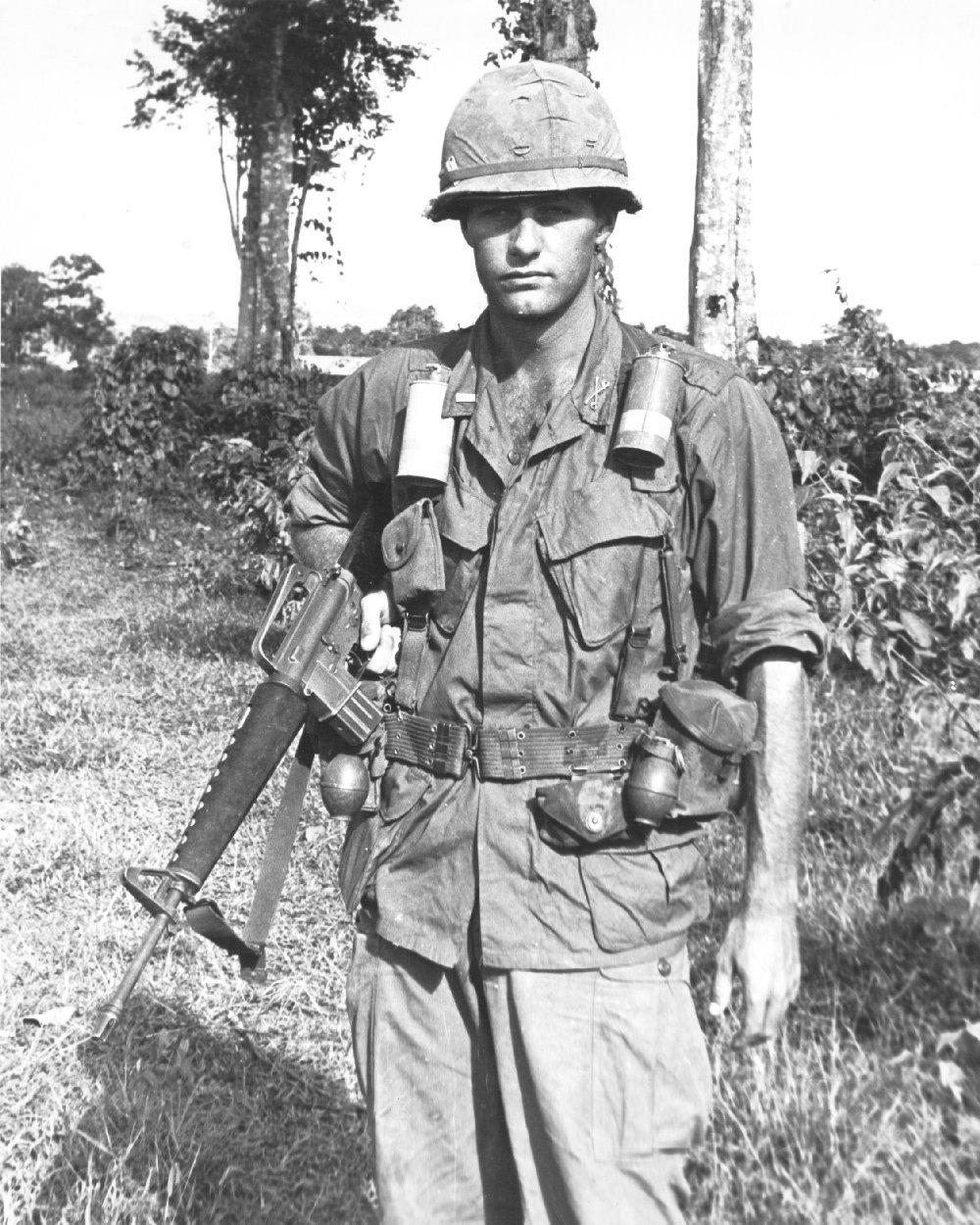
Porucznik US Army w Wietnamie. Nosi on TCU - bluzę drugiego wzoru oraz spodnie pierwszego wzoru

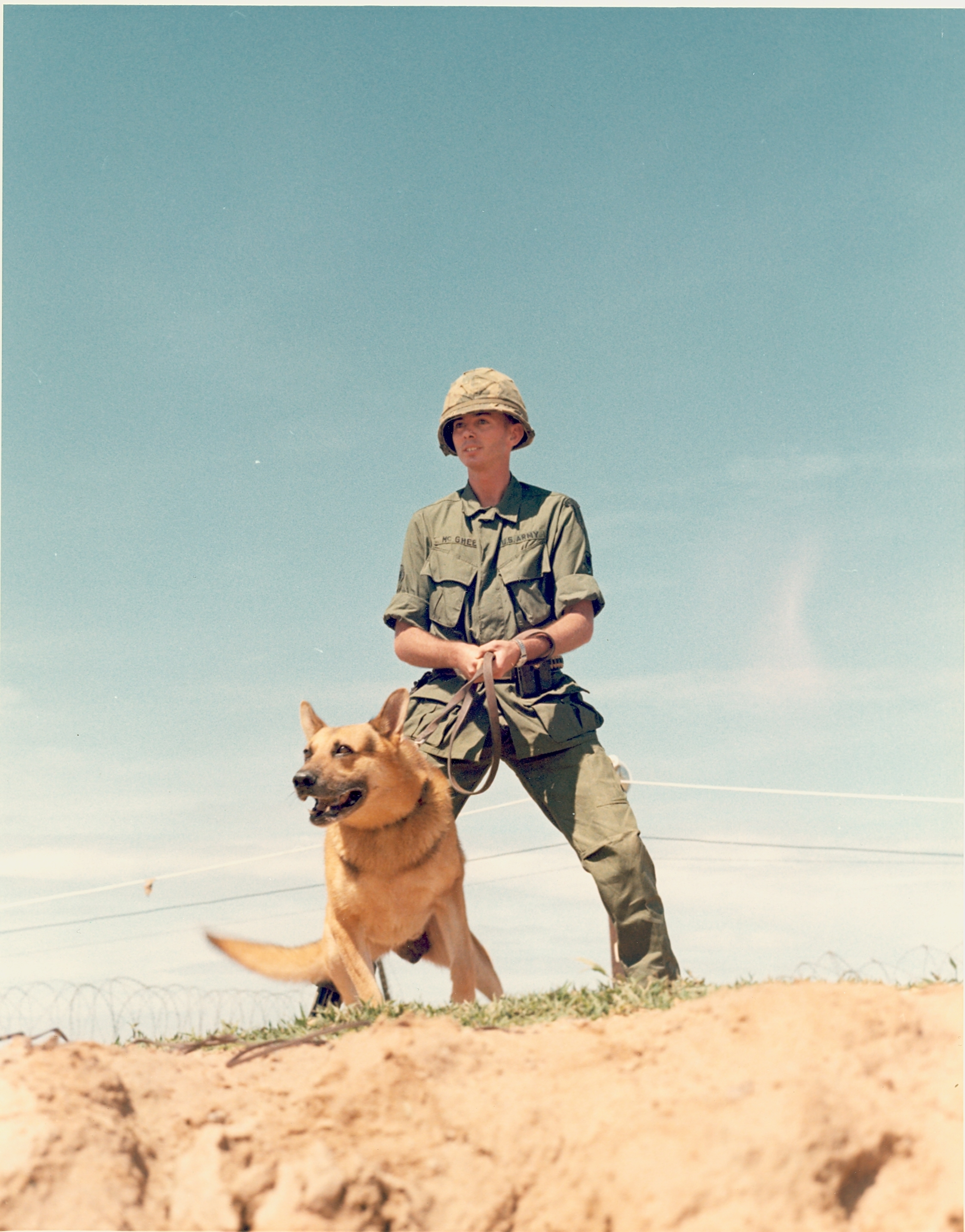
Żołnierz US Army w TCU (wzór trzeci)

Tropical Combat Uniform (TCU) – amerykański mundur tropikalny z okresu wojny wietnamskiej.

## Historia
W początkowym okresie wojny w Wietnamie żołnierze Sił Zbrojnych USA używali standardowych mundurów Utility Uniform w kolorze OG-107. Jednakże większe zaangażowanie sił amerykańskich w tym rejonie wymusiły wprowadzenie nowego wzoru umundurowania, dostosowanego do warunków tropikalnych. Specyfikacja nowego munduru tropikalnego została zatwierdzona przez US Army 20 czerwca 1963 roku. Mundur TCU oficjalnie został podstawowym umundurowaniem żołnierzy działających w strefie walki w Wietnamie 27 października 1967 roku.

## Konstrukcja umundurowania
Krój umundurowania TCU wzorowano na amerykańskim mundurze spadochronowym M1942 z okresu II wojny światowej. TCU składał się z bluzy oraz spodni. Wykonany był z bawełnianej popeliny w kolorze Olive Green (OG-107). Stosowano splot klasyczny lub rip-stop. W późniejszym okresie wyprodukowano serię mundurów TCU w kamuflażu ERDL dla jednostek specjalnych (tylko wzór trzeci).
Możemy wyróżnić 3 zasadnicze wzory mundurów TCU różniące się od siebie małymi szczegółami. Wzór pierwszy wprowadzono w roku 1963, wzór drugi w 1964, a trzeci w 1966.

### Bluza
Bluza TCU była zapinana na guziki i posiadała cztery kieszenie: dwie naszyte pod kątem na klatce piersiowej oraz dwie na dole. Kieszenie były zapinane na guziki. We wzorze pierwszym stosowano guziki odkryte, natomiast bluzy wzoru drugiego i trzeciego posiadały guziki kryte. Mankiety rękawów zapinane były na guziki. Na ramionach umieszczono naramienniki również zapinane na guziki. Natomiast w pasie umieszczono patki z guzikami służące do dopasowania koszuli w pasie. We wzorze trzecim zrezygnowano zarówno z naramienników oraz patek regulacyjnych.

### Spodnie
Spodnie TCU posiadały dwie klasyczne kieszenie wpuszczone w biodra, dwie udowe oraz dwie umieszczone z tyłu. W lewej kieszeni biodrowej znajdowała się wewnętrzna kieszonka przeznaczona do przenoszenia zestawu survivalowego. Rozporek zapinany był na guziki.
We wzorze pierwszym kieszenie guziki zapinające kieszenie były odkryte, natomiast we wzorze drugim i trzecim kryte. Część spodni trzeciego wzoru posiadała rozporek zapinany zamkiem błyskawicznym zamiast guzików.